# 新潟市立関屋中学校
新潟市立関屋中学校（にいがたしりつせきやちゅうがっこう）は、新潟県新潟市中央区にある公立中学校である。

## 概要
旧新潟市での学校番号が1番だったため、総合体育大会など市内の全中学校が集合する大会での入場行進の順番は、新設校が無い限り先頭であった。
新潟市立中学校の中で最初に学校給食を実施した。
日本海の砂丘地帯に建っており、かつては関屋競馬場を挟んだ形で住宅地があったため、学校で禁止されていたにもかかわらず、登下校時に競馬場の敷地内を通る者もいた。
日本歯科大学新潟校並びに付属病院に隣接しており、さらにその隣は新潟市立浜浦小学校である。

## 通学区域
通学区域は以下の通り。
新潟市立有明台小学校校区（新潟市中央区）
有明大橋町・有明台・関新一丁目（2番）・関新三丁目（2番 - 4番）・関南町・関屋大川前一丁目・関屋大川前二丁目・関屋恵町・文京町・堀割町・弥生町
新潟市立浜浦小学校校区（新潟市中央区）
汐見台・信濃町・関新一丁目（2番24号 - 31号／3番 - 8番）・関新二丁目（1番）・関新三丁目（1番）・関屋（1番地5, 21, 37, 46 - 85, 87, 89, 90, 92, 96, 98／2番地1, 11 - 14, 16, 18, 21, 26, 29, 30, 32, 39, 44, 48, 63, 65 - 80, 83 - 87／262番地／1422番地／1425番地／1434番地 - 1436番地／1442番地／1474番地・関屋御船蔵町・関屋金鉢山町・関屋金衛町一丁目・関屋金衛町二丁目・関屋昭和町一丁目・関屋昭和町二丁目・関屋昭和町三丁目・関屋新町通二丁目・関屋田町四丁目・関屋浜松町・関屋本村町一丁目（166番地 - 187番地）・関屋本村町二丁目・関屋松波町三丁目・浜浦町一丁目・浜浦町二丁目
新潟市立関屋小学校校区（新潟市中央区）
学校町通三番町・水道町一丁目（5932番地／5939番地）・関新一丁目（1番／2番1号 - 22号, 2号 - 58号）・関屋（1番地88, 94, 95, 97, 100／2番地9, 88, 89／1061番地 - 1074番地／1076番地 - 1082番地／2456番地 - 2460番地／2462番地 - 2468番地）・関屋下川原町一丁目・関屋下川原町二丁目・関屋新町通一丁目・関屋田町一丁目・関屋田町二丁目・関屋田町三丁目・関屋本村町一丁目（22番地 - 165番地）・関屋松波町一丁目 ・関屋松波町二丁目・西船見町（5932番地36，654 - 657）白山浦新町通（1番地 - 7番地）
新潟市立青山小学校校区（新潟市西区）
青山五丁目・青山六丁目・青山七丁目（1番／2番1号 - 8号）・青山八丁目（1番／2番／3番1号，32号 - 46号）・浦山二丁目・浦山三丁目・浦山四丁目・関屋堀割町
注：青山五 - 八丁目・浦山二 - 四丁目は、申請により新潟市立小針中学校へ就学できる地域（学区外就学 認可地域）である。青山小学校校区で新潟市立小針中学校へ就学する通学区域は、青山七丁目（2番9号 - 41号／3番 - 13番）青山8丁目（3番11号 - 25号／4番 - 9番）・西有明町・松美台

## 出身者
- 早川大史 - バスケットボール選手
- 中山輝也 - 実業家
- 魔夜峰央 - 漫画家
- 石川慧 - サッカー選手
- 喜多村緑郎 - 俳優 (元歌舞伎役者)
- 仲川翔大 - プロレスラー